# Hermann Paul
Hermann Otto Theodor Paul, född 7 augusti 1846 i Salbke, död 29 december 1921 i München, var en tysk språkforskare.

## Biografi
Paul, som blev professor i Freiburg im Breisgau 1874 och i München 1893, var en av sin tids främsta germanister, hemmastadd, på såväl den filologiska kritikens som den rena språkvetenskapens område. Han författade Über die ursprüngliche Anordnung von Freidanks Bescheidenheit (1870–1899), Gab es eine mittelhochdeutsche Schriftsprache? (1873), Zur orthographischen Frage (1880) och Mittelhochdeutsche Grammatik (1881; åttonde upplagan 1911).
I den av honom tillsammans med Wilhelm Braune utgivna viktiga tidskriften Beiträge zur Geschichte der deutschen Sprache und Literatur (1873–1891), junggrammatikernas huvudorgan, författade Paul en mängd större och mindre uppsatser, bland dem flera av stor betydelse, till exempel Zur Lautverschiebung (1874), Über das gegenseitige Verhältnis der Handschriften von Hartmanns Ivein (1874), Kritische Beiträge zu den Minnesingern (1876), Zur Nibelungenfrage (1876), Die Vocale der Flexions- und Ableitungssilben in den älteren germanischen Dialecten (1877), Zur Geschichte des germanischen Vokalismus (1879), Zur Geschichte der Lautentwickelung und Formenassociation (1879-1884), Deutsches Wörterbuch (1896; andra upplagan 1908) och Umschreibung des Perfektums (1902).
Ett arbete av allmännare intresse, som hade stort inflytande på den språkvetenskapliga metoden, är Pauls Principien der Sprachgeschichte (1880; fjärde upplagan 1909). I Altdeutsche Textbibliothek (1882 ff.) utgav han Walther von der Vogelweide (1882; fjärde upplagan 1911) samt Hartmann von Aues Gregorius (1873–1876; fjärde upplagan 1910) och Der arme Heinrich. Hans sista arbeten var Deutsche Grammatik (fem band, 1916–1920), Aufgabe und Methode der Geisteswissenschaft (1920) och Über Sprachunterricht (1921). Han redigerade även det stora germanistiska samlingsverket Grundriss der germanischen Philologie (1889–1893; tredje upplagan 1911 ff.). 
Paul invaldes som ledamot av Vetenskapssocieteten i Uppsala 1906.